# Grimoaldo
Grimoaldo (Cividale del Friuli, 600 circa – Pavia, 671) è stato re dei Longobardi e re d'Italia dal 662 al 671.

## Biografia

### I primi anni
Di stirpe turingia e figlio minore del duca del Friuli Gisulfo II e di Romilda, apparteneva alla fara dei Gausi essendo discendente diretto su linea maschile di Audoino. Nel 610 fu fatto prigioniero insieme ai fratelli (Caco, Tasone e Radoaldo) dagli Avari che progettarono di sterminarli dopo averne ucciso il padre. I fratelli maggiori pianificarono la fuga e, secondo la leggenda riportata da Paolo Diacono, uno dei fratelli, ritenendo che fosse troppo piccolo per reggersi su un cavallo in corsa, "pensò che era meglio per lui morire di spada che sopportare il giogo della prigionia e decise di ucciderlo". Grimoaldo però l'implorò in lacrime di risparmiarlo e di metterlo alla prova; il fratello acconsentì e il bambino dimostrò di saper tenere le redini e seguire i fratelli nella fuga. Era tuttavia più lento di loro, tanto che un avaro lo raggiunse e lo catturò; non lo uccise, ritenendolo troppo giovane per essere pericoloso, e pensò di tenerselo come servo. Grimoaldo tuttavia
(Paolo Diacono, Historia Langobardorum, IV, 37)
sguainò la sua piccola spada e abbatté con un fendente l'avaro seduto in sella davanti a lui; quindi si impadronì del cavallo, riprese la fuga e raggiunse i fratelli.
Dopo l'uccisione a Oderzo, per mano bizantina, dei suoi fratelli maggiori, Caco e Tasone, coreggenti del trono ducale, divenne duca il loro zio Grasulfo II. Non volendo sottostare al parente, Grimoaldo e il suo terzo fratello maggiore Radoaldo ripararono a Benevento presso il duca Arechi, che li accolse come figli. Alla morte di Arechi il ducato di Benevento passò prima a suo figlio Aione e poi, dopo che quest'ultimo cadde in combattimento per mano dei pirati slavi sbarcati a Siponto, a Radoaldo. Sposò Ita, una fanciulla nobile prigioniera, con la quale ebbe Romualdo e due figlie, di cui una di nome Gisa. Questa, ostaggio dell'imperatore Costante II, morì in Sicilia. L'altra sorella venne data in sposa al neo-duca di Spoleto Transemundo, dopo la riconquista di Benevento.

### L'usurpazione
Succeduto, nel 651, come duca di Benevento al fratello Radoaldo, nel 662 intervenne nella lotta per la successione scatenatasi tra Godeperto e Pertarito, i due figli di Ariperto I tra i quali il testamento del sovrano aveva ripartito il regno. Grimoaldo, nel tentativo di imporsi su entrambi e salire al trono, approfittò della richiesta di aiuto rivoltagli da Godeperto, che gli offrì la sorella in moglie: il duca di Torino Garibaldo, inviato dal re con questa proposta, agì contro gli interessi del re e convinse Grimoaldo a usurpare il trono. Sentendosi legittimato nella sua pretesa proprio in virtù di questo matrimonio, affidò al figlio Romualdo il ducato e marciò verso nord con truppe, oltre che del suo ducato, anche di quelli di Spoleto e della Tuscia. Giunto a Pavia, eletta da Godeperto a capitale della sua porzione di regno, uccise il sovrano legittimo; a Milano Pertarito, consapevole della sua evidente inferiorità, abbandonò a sua volta il regno e riparò presso gli Avari.
Un'assemblea nazionale legittimò l'usurpazione, ma i seguaci della dinastia Bavarese si riunirono ad Asti e Torino, da dove intrapresero contatti con la Franconia contro Grimoaldo. Il nuovo re minacciò allora gli Avari con la guerra se non gli avessero consegnato Pertarito, che si vide quindi costretto a tornare in Italia e a sottomettersi al re. Pertarito, pur avendo ricevuto una rendita e una residenza, costituiva tuttavia un pericolo costante come pretendente al trono; Grimoaldo progettò allora anche la sua eliminazione ma, avvertito per tempo, Pertarito riuscì a scampare presso i Franchi di Neustria.
È possibile che lo scontro dinastico fosse il riflesso dell'interferenza politica franca sul regno longobardo: Grimoaldo era alleato del suo omonimo maggiordomo di palazzo dell'Austrasia (Grimoaldo I, antenato dei Carolingi), mentre Pertarito era sostenuto dalla regina di Neustria, Batilde. Da questo contrasto discese la spedizione dei Franchi di Neustria in Italia: lo scontro con Grimoaldo avvenne nel 663 a Refrancore, presso Asti, dove l'usurpatore ottenne una schiacciante vittoria; Pertarito rimase in esilio in Neustria.

### Il regno e la morte
Nello stesso 663 Grimoaldo ottenne anche un'importante vittoria contro i Bizantini. L'imperatore Costante II tentò di riconquistare l'intera Italia e sbarcò con forti contingenti militari nel Meridione; irruppe nei territori della Puglia sottomessi al ducato di Benevento, ottenne alcuni successi su Romualdo e cinse d'assedio la stessa Benevento. L'intervento in forze di Grimoaldo costrinse tuttavia l'imperatore a ritirarsi a Napoli, dopo aver subito gravi perdite. La vittoria rafforzò la posizione del re, ancora precaria. In seguito suo figlio Romualdo passò all'offensiva e occupò l'intera Puglia, con la sola eccezione di Otranto.
Grimoaldo esercitò i poteri sovrani con una pienezza fino ad allora mai raggiunta dai suoi predecessori. Rafforzò ulteriormente il controllo dell'Italia centro-meridionale assoldando un contingente di Bulgari guidato da Alcek che avevano disertato le file bizantine e insediandolo nel poco popolato territorio compreso tra Sepino, Boiano e Isernia in un gastaldato creato ad hoc. Sempre nel 663 promosse a duca di Spoleto il genero Trasmondo, già conte di Capua.
Anche nella Langobardia Maior la struttura del potere venne riorganizzata. Nel Friuli minacciato da Avari e Slavi sostituì il duca Lupo, che durante la campagna contro Costante era stato reggente per l'Italia settentrionale e che aveva dato scarsa prova di fedeltà, con il più affidabile Vectari. La sua opera di rafforzamento del potere regio, avviata fin dal momento della sua ascesa al trono attraverso l'assegnazione ai suoi fedeli beneventani di ampie proprietà in Val Padana, proseguì favorendo l'opera di integrazione tra le diverse componenti del regno. Offrì ai suoi sudditi un'immagine in continuità con quella del suo predecessore Rotari, al tempo stesso saggio legislatore (aggiunse nuove leggi all'Editto), mecenate (eresse a Pavia una chiesa intitolata a Sant'Ambrogio e forse anche la basilica di San Michele Maggiore) e valente guerriero.

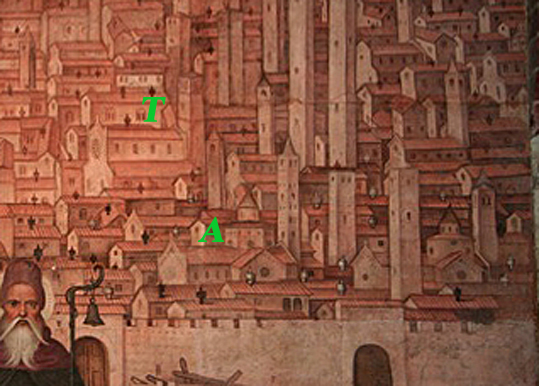
L’affresco della Chiesa di San Teodoro con la veduta di Pavia (1522). T = Chiesa di San Tommaso, A = Basilica di Sant’Ambrogio.

Morì nel 671 a causa delle complicazioni seguite a un salasso: nove giorni dopo la flebotomia, mentre cercava di colpire una colomba con un arco, si ruppe una vena del braccio. Corse voce che i medici, nel tamponare la ferita, avessero applicato garze imbevute di veleno. Venne sepolto nella chiesa di Sant'Ambrogio da lui stesso fondata (o ristrutturata).

## Grimoaldo secondo Paolo Diacono
Nonostante l'immagine di spregiudicatezza che suggerisce l'eliminazione di Godeperto, Grimoaldo venne trattato molto favorevolmente da Paolo Diacono, che nella sua Historia Langobardorum ne narra le gesta nel quarto e nel quinto libro. Lo storico attribuisce la responsabilità dell'omicidio di Godeperto non all'usurpatore, ma al duca di Torino Garibaldo, il quale avrebbe ordito un intrigo per contrapporre il legittimo sovrano all'allora duca di Benevento. Il favore mostrato da Paolo Diacono, orgoglioso patriota longobardo, deriva in parte dal fatto che sotto il regno di Grimoaldo il regno raggiunse uno degli apici della sua fortuna, e in parte dall'essere come Grimoaldo di ascendenze friulane.
(Paolo Diacono, Historia Langobardorum, V, 33)

### Fonti primarie
- (LA, IT) Paolo Diacono, Storia dei Longobardi, introduzione di Bruno Luiselli, traduzione e note di Antonio Zanella, Milano, Rizzoli, 1991, ISBN 88-17-16824-6.

### Fonti secondarie
- Jörg Jarnut, Storia dei Longobardi, traduzione di Paola Guglielmotti, Torino, Einaudi, 1995  [1982], ISBN 88-06-13658-5.
- Sergio Rovagnati, I Longobardi, Milano, Xenia, 2003, ISBN 88-7273-484-3.
- Andrea Bedina, GRIMOALDO, re dei Longobardi, in Dizionario biografico degli italiani, vol. 59, Roma, Istituto dell'Enciclopedia Italiana, 2002. URL consultato il 27 agosto 2017.